# Tübingen Hauptbahnhof
Tübingen Hauptbahnhof – stacja kolejowa w Tybindze, w kraju związkowym Badenia-Wirtembergia, w Niemczech. Znajdują się tu 3 perony.